# Nasri (músico)
Nasri Tony Atweh (en árabe: نصري طوني عطوة‎,  Toronto, 10 de enero de 1981), conocido popularmente como Nasri, es un cantante, compositor y productor discográfico canadiense de origen palestino. Actualmente reside en Los Ángeles (California, Estados Unidos). Es el principal vocalista y compositor del grupo de fusión reggae Magic!, del que también forman parte otros tres músicos oriundos de Toronto: Mark Pellizzer, Alex Tanas y Ben Spivak. Su sencillo "Rude" se convirtió en un importante éxito internacional, permaneciendo hasta seis semanas seguidas en el número uno de la lista estadounidense. Su mánager actual es Wassim "Sal" Slaiby.
Nasri es también un importante compositor de canciones y forma parte de dúo de compositores y productores The Messengers. Entre Adam Messinger y él han producido una serie de éxitos para artistas famosos como Justin Bieber, Shakira, Pitbull, Chris Brown y Halsey, entre otros. En 2012, Nasri ganó el Premio Grammy al Mejor Álbum de Rhythm and Blues por su trabajo de producción en el disco F.A.M.E. de Chris Brown. También recibió un Grammy latino al Mejor Álbum de Pop Vocal y un Premio Grammy al mejor álbum de pop latino por su trabajo en el disco de Shakira El Dorado. Sus canciones "As Long as You Love Me" de Justin Bieber y "Feel This Moment" de Pitbull llegaron al top 10 del Billboard Hot 100, la lista que incluye los cien sencillos más vendidos en los Estados Unidos.

## Infancia y educación
Nasri nació y se crio en Toronto (Canadá), hijo de inmigrantes palestinos originarios de Belén, y empezó a cantar a la edad de seis años. Estudió en la Senator O'Connor College School, en la que formó parte del coro escolar y participó en actividades extracurriculares relacionadas con los deportes.

## Carrera musical

### Inicios como solista
A los 19 años, Atweh presentó una maqueta a una emisora de radio local. Gracias a ello consiguió sellar un contrato con Universal Canadá. Dos años más tarde, en 2002, ganó el concurso de composición de canciones John Lennon con una canción escrita con Adam Messinger. Al año siguiente publicó dos sencillos con Universal, "Go" y "Ova N' Dun With"․
Las canciones fueron emitidas con cierta frecuencia en Canadá, y otra canción titulada "Best Friend" también fue emitida en la radio indie de su ciudad natal en 2003. Según el material promocional de su sencillo "Go", Atweh tenía pensado publicar un disco llamado Invisible Walls en algún momento entre 2003 y 2004, pero esto nunca llegó a suceder. En 2007 publicó una canción llamada "Clic, Clic, Clic" que, con posterioridad, sería versionada por New Kids on the Block.

### Composición y producción de canciones con Messengers
Nasri forma parte del dúo de composición y producción musical The Messengers junto con Adam Messinger. Ambos ayudaron a organizar el reencuentro de los New Kids on the Block en 2007 y escribieron numerosas canciones para ellos, incluido su primer sencillo, "Summertime". Durante los siguientes años, Nasri escribió (normalmente con Messinger) para otros importantes artistas como Justin Bieber, David Guetta, Shakira, Cody Simpson, Cheryl, Boyzone, JLS, Kat DeLuna, Elliott Yamin, Jason Derulo, Akon, Pitbull, Christina Aguilera, Chris Brown, Big Time Rush, Iggy Azalea, Michael Bolton, Peter Andre, JoJo, Jay Sean, Vanessa Hudgens, No Angels, Manafest, John Legend, Gwen Stefani, Skip Marley, H.E.R., Chloe X Halle e Iyaz.
The Messengers han ganado una serie de premios Grammy. En 2011 recibieron dos nominaciones a los Grammy: una en la categoría de Mejor Álbum Pop Vocal para Justin Bieber (My World 2.0), y otra en la categoría de Mejor Álbum de R&B Contemporáneo para Chris Brown (Graffiti). En 2012 ganaron el Grammy en la categoría de Mejor Álbum R&B para Chris Brown (F.A.M.E.). Además, su colaboración con Justin Bieber y Rascal Flatts en "That Should Be Me" ganó un premio CMT en 2011 como Mejor Vídeo Colaborativo. En 2017 y 2018, Nasri recibió el Grammy latino por el Mejor Álbum Pop Vocal y el Grammy por el Mejor Álbum de Pop Latino por su trabajo con Shakira en El Dorado.

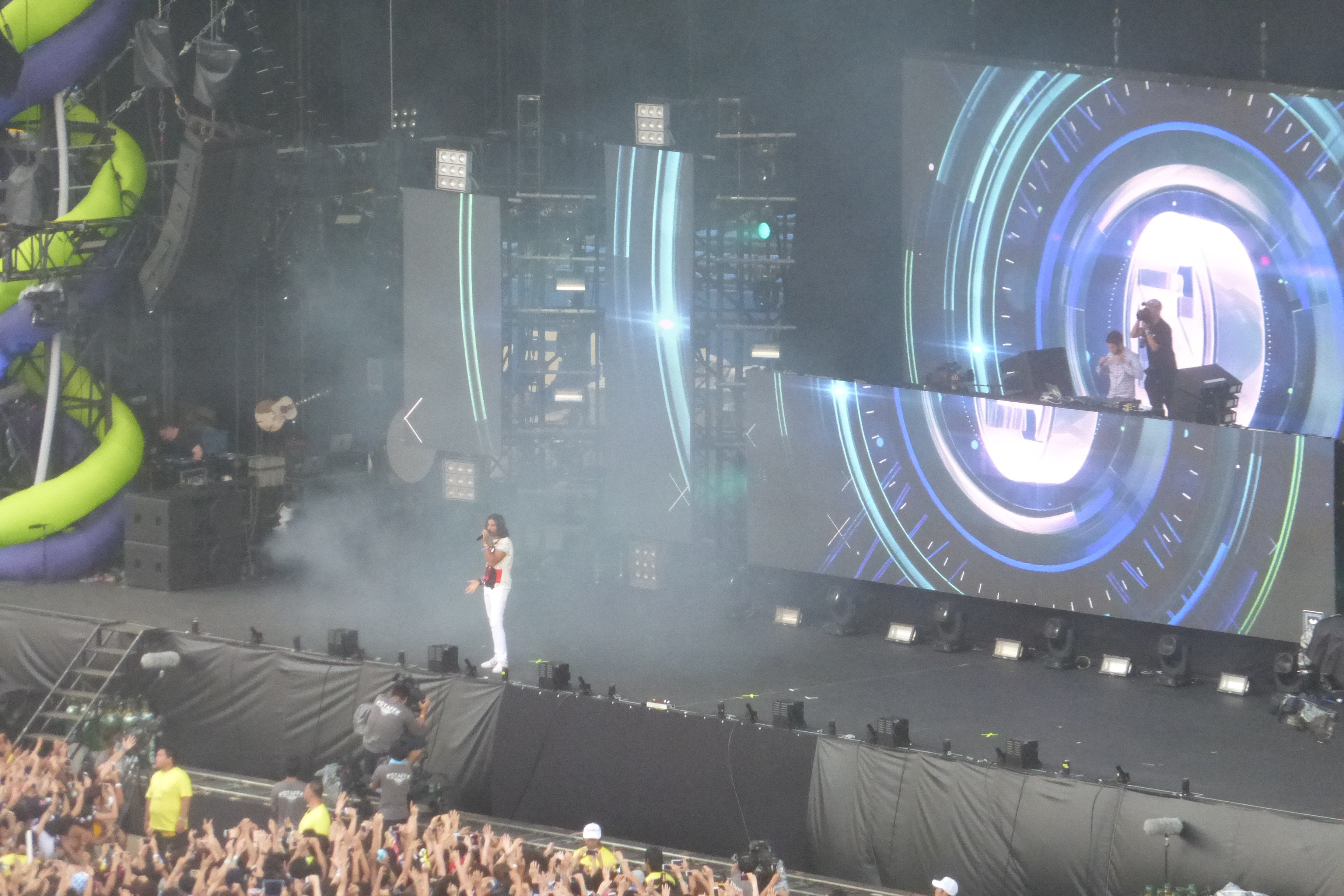
Nasri en un concierto con Zedd en el Tokyo Summer Sonic de 2015.

### Éxito con Magic!
Nasri tuvo la idea de crear Magic! cuando tocaba música con su amigo Mark Pellizzer. Pellizzer reclutó entonces a Alex Tanas para la batería y a Ben Spivak para el bajo. En 2013, Magic! publicó su exitoso sencillo de debut, "Rude", que llegó al número seis en la lista de éxitos canadiense (Canadian Hot 100), al número uno en los Estados Unidos (donde permaneció seis semanas en la cumbre) y el Reino Unido, y al top diez en las listas de Australia, Nueva Zelanda, Dinamarca, Países Bajos y Suecia. Según MTV, "Rude" fue la canción número 1 del verano de 2013. La banda ha firmado con Sony Music y colabora con Latium Entertainment y RCA Records en los Estados Unidos.
Su primer álbum, Don't Kill the Magic, fue publicado en 2014 y llegó hasta el número 5 en las listas de Canadá y al número 6 en las de los Estados Unidos. Su segundo disco, Primary Colours, apareció en 2016, mientras que el tercero, Expectations, salió al mercado en 2018. A la publicación de cada uno de estos tres álbumes le siguió una gira mundial de conciertos.

### Carrera en solitario
En enero de 2021, Nasri publicó su primer disco en solitario: Here For You.

## Vida personal
Desde 2009, Nasri mantiene una relación con la cantante alemana Sandy Mölling. Ambos se conocieron mientras trabajaban en el disco Welcome to the Dance de No Angels. Tienen un hijo juntos.

## Discografía

### En solitario
Sencillos
- "Go" (2003)
- "Ova N' Dun With" (2003)
- "Click Click Click" (2007)
- "You Deserve Better" (2012)

además de otras muchas maquetas sin publicar.

### Como miembro de Magic!

#### Álbumes
- Don't Kill the Magic!
- Primary Colours
- Expectations

### Composición y producción
| Song name                  | Year | Primary artist(s)                   | Album                                                   | Role                    | Notes         |
| -------------------------- | ---- | ----------------------------------- | ------------------------------------------------------- | ----------------------- | ------------- |
| "Summertime"               | 2008 | New Kids on the Block               | The Block                                               | Coescritor              | US #36        |
| "Single"                   | 2008 | New Kids on the Block (feat. Ne-Yo) | The Block                                               | Coescritor              | CAN #42       |
| "Crawl"                    | 2009 | Chris Brown                         | Graffiti                                                | Coescritor, coproductor | US #53        |
| "Up"                       | 2010 | Justin Bieber                       | My World 2.0                                            | Coescritor, coproductor |               |
| "That Should Be Me"        | 2010 | Justin Bieber                       | My World 2.0                                            | Coescritor, coproductor | US #92        |
| "Pray"                     | 2010 | Justin Bieber                       | My Worlds Acoustic                                      | Coescritor, coproductor | US #61        |
| "Never Say Never"          | 2010 | Justin Bieber                       | My Worlds Acoustic                                      | Coescritor, coproductor | US #8         |
| "Mistletoe"                | 2011 | Justin Bieber                       | Under the Mistletoe                                     | Coescritor, coproductor | US #11        |
| "Next to You"              | 2011 | Chris Brown (feat. Justin Bieber)   | F.A.M.E.                                                | Coescritor              | US #26        |
| "On My Mind"               | 2011 | Cody Simpson                        | Coast to Coast                                          | Coescritor              | US Pop #39    |
| "Feel This Moment"         | 2012 | Pitbull (feat. Christina Aguilera)  | Global Warming                                          | Coescritor, coproductor | US #8         |
| "All Around the World"     | 2012 | Justin Bieber (feat. Ludacris)      | Believe                                                 | Coescritor              | US #22        |
| "As Long as You Love Me"   | 2012 | Justin Bieber (feat. Big Sean)      | Believe                                                 | Coescritor              | US #6         |
| "Don't Judge Me"           | 2012 | Chris Brown                         | Fortune                                                 | Coescritor              | US #67        |
| "The Vision of Love"       | 2012 | Kris Allen                          | Thank You Camellia                                      | Coescritor, coproductor | US Top 40 #29 |
| "We Own the Night"         | 2013 | The Wanted                          | Word of Mouth                                           | Coescritor, coproductor | US #94        |
| "Change Your Life"         | 2014 | Iggy Azalea (feat. T.I.)            | The New Classic                                         | Coescritor, coproductor | UK #10        |
| "You Don't Care About Me"  | 2014 | Shakira                             | Shakira                                                 | Coescritor              |               |
| "The One Thing"            | 2014 | Shakira                             | Shakira                                                 | Coescritor              |               |
| "Cut Me Deep"              | 2014 | Shakira (feat. Magic!)              | Shakira                                                 | Coescritor              |               |
| "Can I"                    | 2017 | Prince Charlez                      | Evolution Pt. 1                                         | Coescritor              |               |
| "Arms Open"                | 2017 | The Script                          | Freedom Child                                           | Coescritor              |               |
| "Bad News"                 | 2017 | SOJA                                | Poetry in Motion                                        | Coescritor              |               |
| "Comme Moi"                | 2017 | Shakira (feat. Black M)             | El Dorado                                               | Coescritor              |               |
| "What We Said (Comme Moi)" | 2017 | Shakira (feat. Magic!)              | El Dorado                                               | Coescritor              |               |
| "Not Afraid Anymore"       | 2017 | Halsey                              | Fifty Shades Darker: Original Motion Picture Soundtrack | Coescritor, coproductor | US #77        |
| "So Long"                  | 2017 | Massari                             | Beirut                                                  | Coescritor              |               |
| "Watercolor eyes"          | 2022 | Lana del Rey                        | Euphoria S2 OST                                         | Coescritor, coproductor |               |